# Pressigny (Deux-Sèvres)
Pour les articles homonymes, voir Pressigny.
Pressigny est une commune du centre-ouest de la France située dans le département des Deux-Sèvres en région Nouvelle-Aquitaine.

## Géographie

### Climat
Pour des articles plus généraux, voir Climat de la Nouvelle-Aquitaine et Climat des Deux-Sèvres.
Historiquement, la commune est exposée à un climat océanique du nord-ouest.  
En 2020, Météo-France publie une typologie des climats de la France métropolitaine dans laquelle la commune est dans une zone de transition entre le climat océanique et le climat océanique altéré et est dans la région climatique  Poitou-Charentes, caractérisée par un bon ensoleillement, particulièrement en été et des vents modérés.
Pour la période 1971-2000, la température annuelle moyenne est de 11,8 °C, avec une amplitude thermique annuelle de 14,8 °C. Le cumul annuel moyen de précipitations est de 736 mm, avec 12 jours de précipitations en janvier et 6,9 jours en juillet. Pour la période 1991-2020, la température moyenne annuelle observée sur la station météorologique la plus proche, située sur la commune de Thénezay à 5,86 km à vol d'oiseau, est de 12,3 °C et le cumul annuel moyen de précipitations est de 649,3 mm,. Pour l'avenir, les paramètres climatiques de la commune estimés pour 2050 selon différents scénarios d’émission de gaz à effet de serre sont consultables sur un site dédié publié par Météo-France en novembre 2022.

## Urbanisme

### Typologie
Au 1er janvier 2024, Pressigny est catégorisée commune rurale à habitat très dispersé, selon la nouvelle grille communale de densité à sept niveaux définie par l'Insee en 2022.
Elle est située hors unité urbaine. Par ailleurs la commune fait partie de l'aire d'attraction de Parthenay, dont elle est une commune de la couronne,. Cette aire, qui regroupe 26 communes, est catégorisée dans les aires de moins de 50 000 habitants,.

### Occupation des sols
L'occupation des sols de la commune, telle qu'elle ressort de la base de données européenne d’occupation biophysique des sols Corine Land Cover (CLC), est marquée par l'importance des territoires agricoles (68,2 % en 2018), une proportion identique à celle de 1990 (68,2 %). La répartition détaillée en 2018 est la suivante : 
terres arables (48,4 %), forêts (31,8 %), zones agricoles hétérogènes (11,2 %), prairies (8,6 %). L'évolution de l’occupation des sols de la commune et de ses infrastructures peut être observée sur les différentes représentations cartographiques du territoire : la carte de Cassini (XVIIIe siècle), la carte d'état-major (1820-1866) et les cartes ou photos aériennes de l'IGN pour la période actuelle (1950 à aujourd'hui).

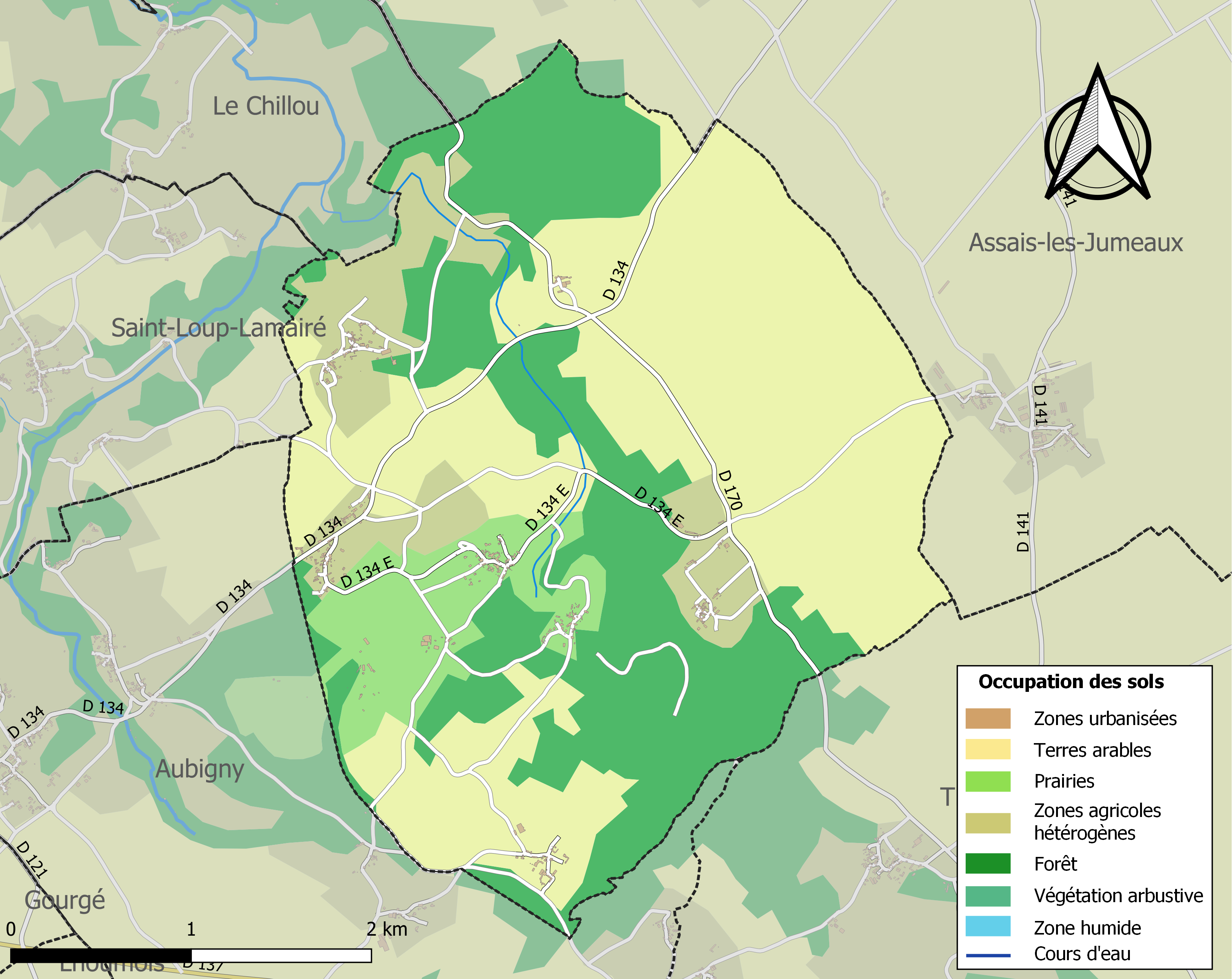
Carte des infrastructures et de l'occupation des sols de la commune en 2018 (CLC).

### Risques majeurs
Le territoire de la commune de Pressigny est vulnérable à différents aléas naturels : météorologiques (tempête, orage, neige, grand froid, canicule ou sécheresse), mouvements de terrains et séisme (sismicité modérée). Un site publié par le BRGM permet d'évaluer simplement et rapidement les risques d'un bien localisé soit par son adresse soit par le numéro de sa parcelle.

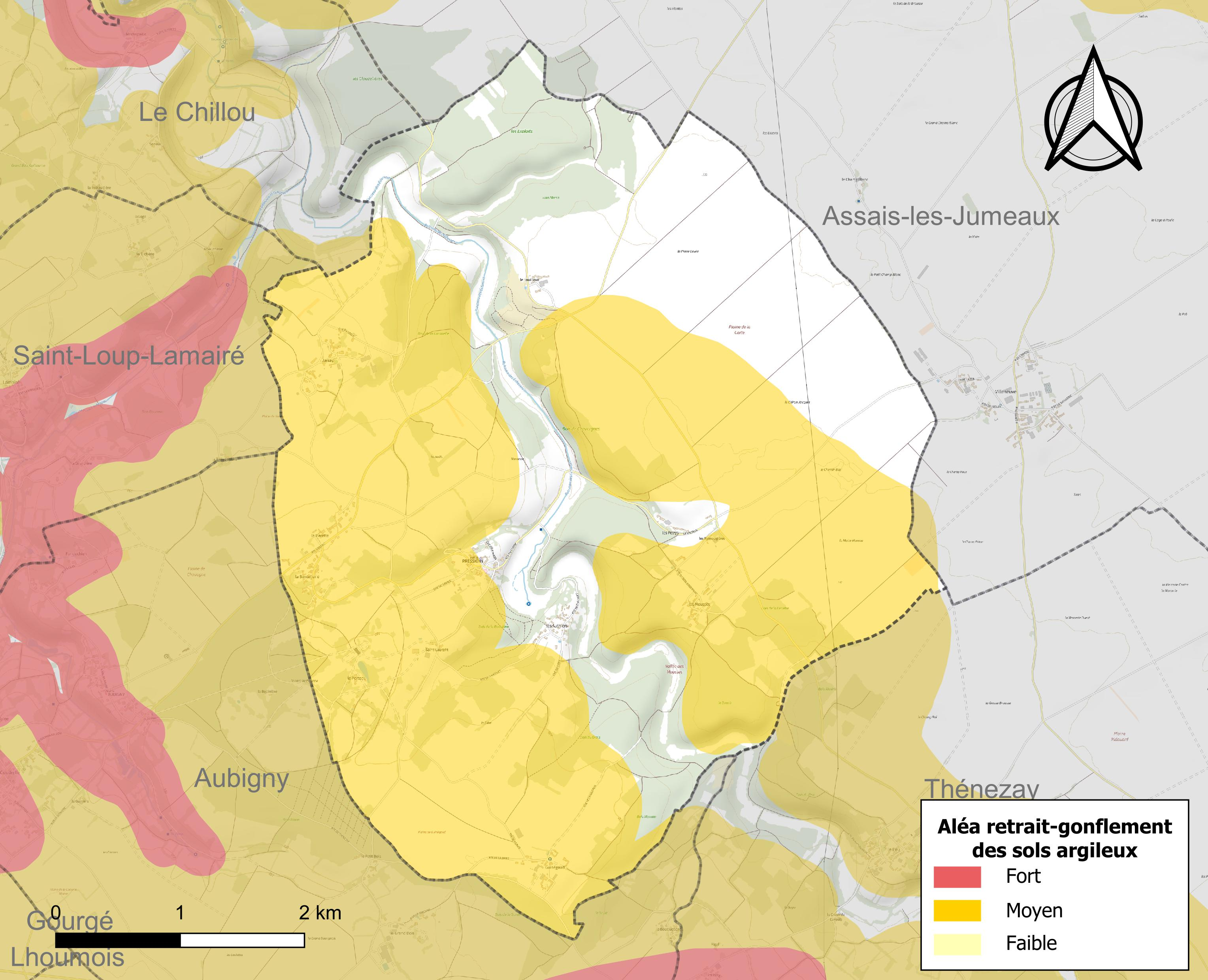
Carte des zones d'aléa retrait-gonflement des sols argileux de Pressigny.

Les mouvements de terrains susceptibles de se produire sur la commune sont des tassements différentiels. Le retrait-gonflement des sols argileux est susceptible d'engendrer des dommages importants aux bâtiments en cas d’alternance de périodes de sécheresse et de pluie. 62,4 % de la superficie communale est en aléa moyen ou fort (54,9 % au niveau départemental et 48,5 % au niveau national). Depuis le 1er octobre 2020, en application de la loi ELAN, différentes contraintes s'imposent aux vendeurs, maîtres d'ouvrages ou constructeurs de biens situés dans une zone classée en aléa moyen ou fort,.
La commune a été reconnue en état de catastrophe naturelle au titre des dommages causés par les inondations et coulées de boue survenues en 1982, 1983, 1999 et 2010, par la sécheresse en 2003 et 2017 et par des mouvements de terrain en 1999 et 2010.

## Histoire

### XIXe siècle

#### Affaire Auger (1841)
Le 8 février 1841, le village de Pressigny est secoué par une affaire d'empoisonnement Jeanne Touret, une femme de 34, s'éteint au domicile de son époux à Jarsay, victime de terribles vomissements. Son mari, François Auger, un propriétaire 38 ans, est soupçonné de l'avoir empoisonnée. Le couple était marié depuis novembre 1840. L'autopsie pratiquée par les docteurs parthenaisiens Louis Ganne et Joseph Albert (futurs maires de Parthenay) montre que l'épouse a été victime d'un empoisonnement à l'arsenic. René Baudry, propriétaire du moulin de Vernoux à Gourgé, confirme au juge d'instruction Aristide Fradin, avoir vendu de l'arsenic à son ancien domestique vers le nouvel An. L'instruction est accablante pour François Auger car sa mère (Renée Auger), sa première épouse (Renée Ayrault) et son frère (Pierre Auger) sont morts dans les mêmes circonstances que Jeanne Touret quelques années plus tôt. Pour le magistrat instructeur, François Auger aurait empoisonné les membres de sa famille pour hériter de leurs biens. Le juge ordonne l'exhumation les corps de Renée Ayrault et Pierre Auger (décédés respectivement  le 6 octobre 1829 et le 12 mai 1833) mais les villageois peinent à se souvenir où les défunts ont été enterrés dans le cimetière de Pressigny. Deux corps sont malgré tout extraits mais les analyses chimiques, pratiquées dans la pharmacie de M. Thibault, sur les restes, la terre et les planches des cercueils, ne permettent pas d'établir la présence d'arsenic dans les bières. Les charges sont finalement abandonnées pour les trois morts suspectes. Lorsque son procès s'ouvre le 14 août 1841, François Auger est uniquement jugé pour l'empoisonnement de Jeanne Touret. À l'issue des débats, le mari est reconnu coupable par les jurés mais bénéficie de circonstances atténuantes qui lui évitent la peine de mort. La cour le condamne à la peine de travaux forcés à perpétuité.  

## Politique et administration
| Période          | Période         | Identité                    | Étiquette | Qualité                                                                                                  |
| ---------------- | --------------- | --------------------------- | --------- | --- |
| mars 2008        | 2014            | Michel Ravaillault          |           | |
| mars 2014        | novembre 2016   | Jean Sigogneau              |           | |
| 14 décembre 2016 | 19 octobre 2020 | Comte Hervé de Talhouët-Roy | LR        | Exploitant agricole et forestier Président du conseil départemental des Deux-Sèvres Châtelain du Porteau |
| 26 octobre 2020  | En cours        | Richard Wojtczak            |           | |

## Démographie
À partir du XXIe siècle, les recensements réels des communes de moins de 10 000 habitants ont lieu tous les cinq ans. Pour Pressigny, cela correspond à 2004, 2009, 2014, etc. Les autres dates de « recensements » (2006, etc.) sont des estimations légales.
| 1793 | 1800 | 1806 | 1821 | 1831 | 1836 | 1841 | 1846 | 1851 |
| ---- | ---- | ---- | ---- | ---- | ---- | ---- | ---- | ---- |
| 388  | 409  | 402  | 366  | 426  | 456  | 434  | 482  | 500  |

| 1856 | 1861 | 1866 | 1872 | 1876 | 1881 | 1886 | 1891 | 1896 |
| ---- | ---- | ---- | ---- | ---- | ---- | ---- | ---- | ---- |
| 495  | 507  | 521  | 542  | 563  | 498  | 492  | 488  | 450  |

| 1901 | 1906 | 1911 | 1921 | 1926 | 1931 | 1936 | 1946 | 1954 |
| ---- | ---- | ---- | ---- | ---- | ---- | ---- | ---- | ---- |
| 441  | 437  | 449  | 376  | 388  | 344  | 347  | 323  | 292  |

| 1962 | 1968 | 1975 | 1982 | 1990 | 1999 | 2004 | 2006 | 2009 |
| ---- | ---- | ---- | ---- | ---- | ---- | ---- | ---- | ---- |
| 248  | 204  | 197  | 187  | 184  | 198  | 190  | 183  | 202  |

| 2014 | 2019 | 2022 | - | - | - | - | - | - |
| ---- | ---- | ---- | - | - | - | - | - | - |
| 187  | 193  | 192  | - | - | - | - | - | - |

## Lieux et monuments
- Église Sainte-Madeleine de Pressigny.
- Château du Porteau, propriété des Talhouët-Roy

## Personnalités liées à la commune
- Famille de Talhouët